# كارل بريبرام
كارل هـ بريبرام أستاذ في جامعة جورج تاون الولايات المتحدة وأستاذ فخري في علم النفس والطب النفسي في جامعة شتانفورد وأستاذ في جامعة رادفورد من مواليد 1919 توفي 19 يناير 2015 اشتهر بطرحه لفكرة هولوغرافية الدماغ التي تقتضي عدم وجود نقاط محددة في الدماغ متخصصة بل وجود كل دماغي عقلي يعنكس على أجزاءه ويمكن أن تتبادل الوظائف عند تعطله بجزء آخر
كان يعمل مع كارل ليشلي في مركز يركس الرئيسي إلى أن أصبح مديرا له . كان أستاذا في جامعة ييل لمدة عشر سنوات وفي جامعة ستانفورد لمدة ثلاثين عاما.
إن بريبرام مشهور بين عامة الناس بتطويره لنموذج هولوغرافية الدماغ على صعيد الوظائف المعرفية ومساهمته المستمرة في البحوث العصبية في الذاكرة، والعاطفة، والدافع والوعي.
```
كان متزوجا من الأمريكية 
كاثرين نيفيل
 صاحبة الكتب الأكثر مبيعا.
```